# 카펠교
카펠교(독일어: Kapellbrücke 카펠브뤼케[*], 문자 그대로 예배당 다리)는 스위스 중부의 루체른에 있는 로이스강을 대각선으로 가로지르는 지붕이 덮인 나무 인도교이다. 근처 성 베드로 예배당의 이름을 따서 명명된 다리는 17세기로 거슬러 올라가는 많은 내부 그림을 소장하고 있다는 점에서 독특하다. 그러나 1993년에 일어난 화재로 많은 부분과 수백 년 된 다리 대부분과 함께 파괴되었다. 화재 이후 복원된 카펠교는 유럽에서 가장 오래된 목조 지붕 다리이며, 현존하는 세계에서 가장 오래된 트러스교이다. 카펠교는 도시의 상징이자, 스위스의 주요 관광명소 중 하나이다.

## 역사

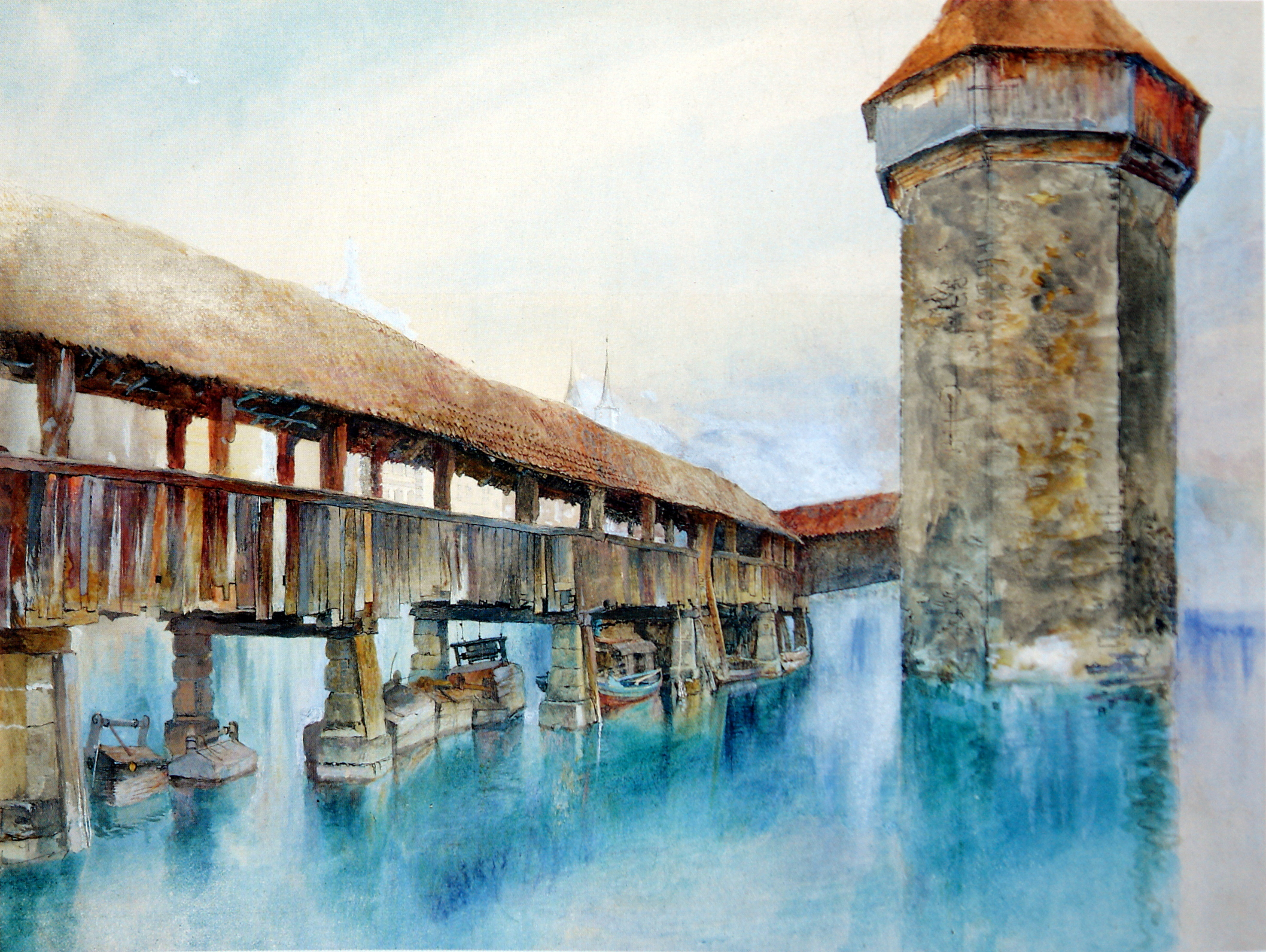
1861년 존 러스킨이 연필로 그린 수채화, 보디컬러

다리 구조물 중 일부에 팔각형의 34.5m 높이(지면에서)의 바서투름(Wasserturm)이 있다. 이것은 ‘물 속에 서 있는 탑’이라는 의미에서 ‘급수탑’으로 번역된다. 타워는 다리보다 약 30년 앞선 것이다. 수세기 동안 타워는 감옥, 고문실로 사용되었으며, 나중에는 시립 문서 보관소와 지역 금고로 사용되었다. 오늘날 타워는 지역 포병 협회와 관광 선물 가게가 입주해 있지만, 대중에게 공개되지 않았다.
다리 자체는 원래 1365년경 루체른 요새의 일부로 지어졌다. 이 다리는 로이스강의 우안에 있는 구시가지를 좌안에 있는 신시가지와 연결하여, 남쪽(즉, 호수로부터)의 공격으로부터 마을을 보호했다. 다리는 처음에 길이가 270m가 넘었지만, 수년에 걸쳐 수많은 단축과 강둑 보충으로 인해 현재 다리의 총 길이는 204.7m에 불과하다. 이 다리는 세계에서 가장 오래 살아남은 트러스교이며, 쌓인 가대에 지지되는 중간 경간의 스트럿 및 삼각형 트러스로 구성된다. 따라서 이것은 아마도 버팀목의 진화일 것이다.
1993년 8월 18일 카펠교는 거의 전소되어 내부 그림의 3분의 2가 파괴되었다. 그 후 얼마 지나지 않아 카펠교가 재건축되어, 1994년 4월 14일 총 340만 스위스 프랑에 다시 일반에 공개되었다.

## 페인팅

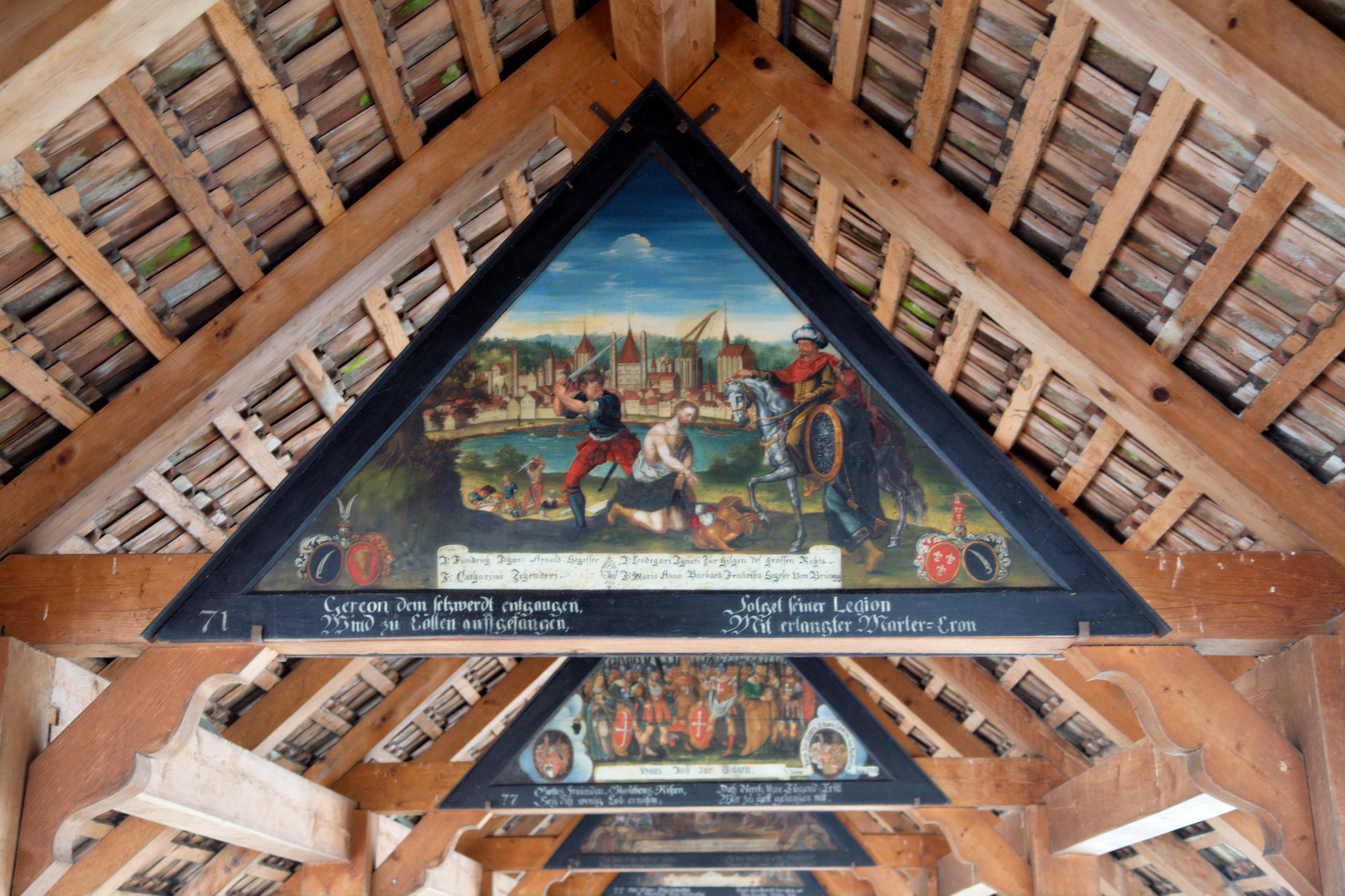
복원된 내부 그림 중 하나로, 이 그림은 지역 학살을 묘사하고 있다.

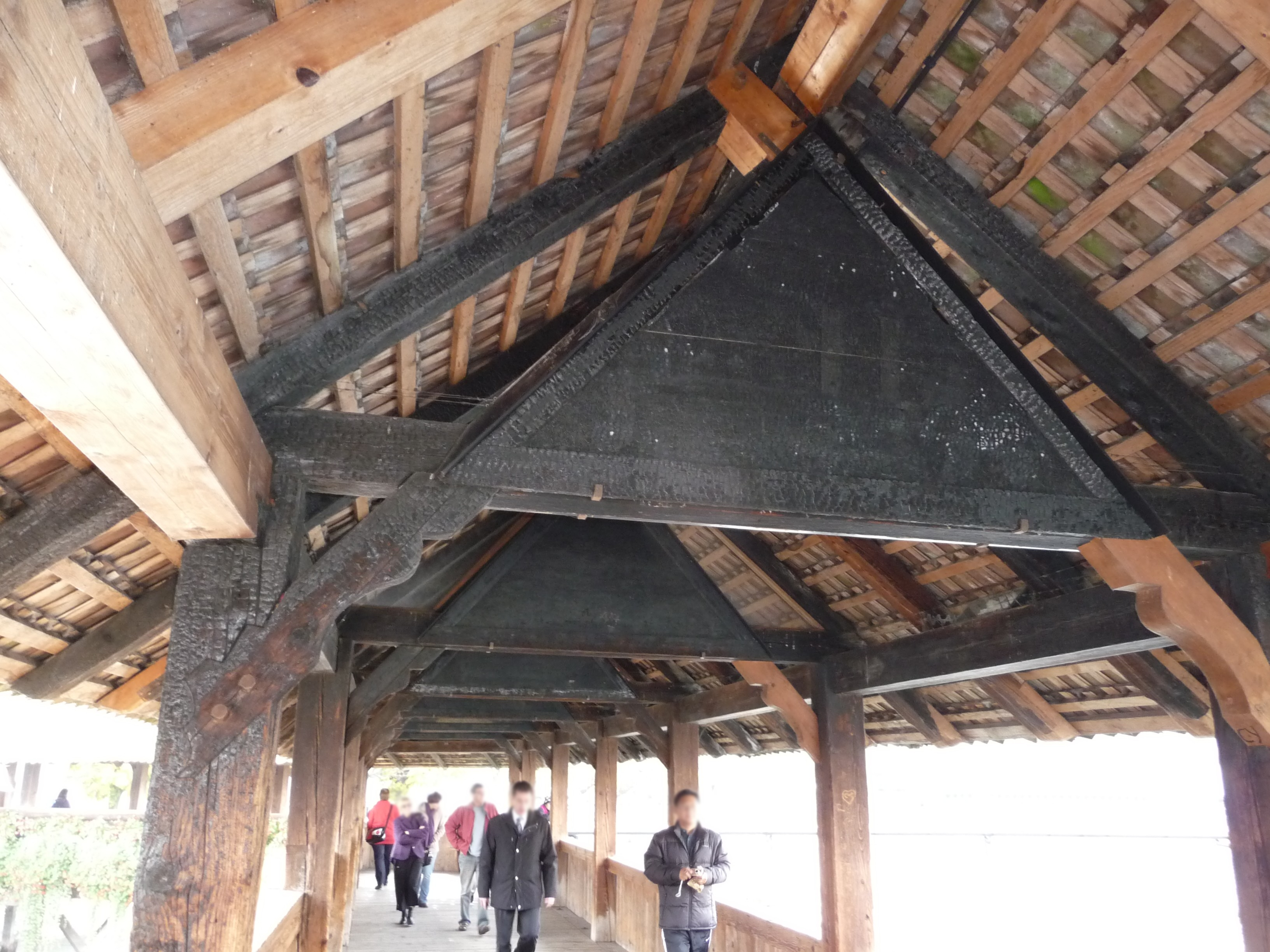
1993년 화재 피해는 재건된 카펠교에서 여전히 뚜렷하다.

루체른은 3개의 목조 보행자 다리인 14세기 호프교(Hofbrücke, 지금은 파괴됨)와 카펠교 및 16세기 슈프로이어교가 모두 내부 삼각형 프레임을 페인트로 칠했다는 점에서 독특하다. 유럽의 다른 목조 인도교에는 이 기능이 없다. 17세기로 거슬러 올라가 지역 가톨릭 화가인 한스 하인리히 베그만이 그린 그림은 루체른의 역사에서 일어난 사건을 묘사한다. 원래 158개의 그림 중 147개가 1993년 화재 이전에 존재했다. 화재 이후 47점의 그림이 수거됐으나, 결국 30점만 완전히 복원됐다.
그림을 담았던 나무판자는 150cm에서, 181cm 너비와 85cm에서, 95cm 너비까지 다양했다. 대부분의 패널은 가문비 나무판자로 만들어졌으며 소수만이 린든나무와 단풍나무로 만들어졌다. 그림은 가톨릭 교회를 홍보하는 장면을 특징으로 하는 반종교 개혁 동안 만들어졌다. 그림은 패널을 후원할 때 자신의 개인 문장을 그림에 표시할 수 있는 시의회 의원의 후원을 받았다. 각 장면 아래에는 각 그림에 대한 설명이 인쇄되어 있다. 그 그림들은 루체른의 수호성인 성 레거의 삶과 죽음에서부터 도시의 또 다른 수호성인 성 모리스의 전설에 이르기까지 다리를 따라 계속되었다.